# Great Internet Mersenne Prime Search
The Great Internet Mersenne Prime Search (GIMPS) är ett forskningsprojekt inom datavetenskap och matematik. Projektets mål är att genom distribuerad databehandling med gratisprogrammen Prime95 och MPrime hitta Mersenneprimtal. Projektets grundare, tillika upphovsman till testmjukvaran, är George Woltman.
Projektet har varit framgångsrikt då redan 18 stycken Mersenneprimtal har upptäckts. Det största kända primtalet är 2136 279 841 - 1 (eller M136279841) och upptäcktes 21 oktober 2024.
Sedan juni 2006 har GIMPS haft en genomströmning av över 20 teraflops vilket gör GIMPS till en av de mest kraftfulla superdatorerna i världen.
Även om GIMPS-mjukvaran är öppen källkod är den inte tekniskt sett fri programvara, eftersom den har restriktioner angående prisutdelning som användare måste följa. När Electronic Frontier Foundation har delat ut Cooperative Computing Awards-priserna är restriktionen dock verkningslös.
För Mersenneprimtal upptäckta av GIMPS-projektet, se Lista över Mersenneprimtal.